# Пётр из Шамотул
Петр из Шамотул, также известный как Петр Свидва Шамотульский (пол. Piotr z Szamotuł,  Piotr Świdwa Szamotulski; около 1415 — между 24 и 28 сентября 1473) — польский государственный и военный деятель, каштелян калишский (с 1447) и познанский (с 1450), генеральный староста великопольский (с 1460).

## Биография
Представитель польского шляхетского рода Шамотульских герба «Наленч». Сын Доброгоста Свидвы из Шамотул и Эльжбеты, дочери Дмитра из Горая.
С 1447 года он был каштеляном Калиша. С 1450 года — каштелян познанский. Он был свидетелем издания Нешавских статутов королем Казимиром IV Ягеллоном в 1454 году. Во время Тринадцатилетней войны между Королевством Польским и Тевтонским орденом с 1455 года он был командующим польскими наемниками и гданьскими войсками в Гданьской Померании. В 1458 году командующий посполитым рушением в Пруссии. В 1458 году он захватил тевтонский замок в Папово-Бискупье. С 1460 года генеральный староста Великой Польши. В 1466 году Пётр из Шамотул участвовал в подписании Второго Торунского мира между Польшей и Тевтонским орденом.
Был женат на Виктории, дочери Яна из Плешева. Их дети:
- Анджей Шамотульский (+ 1511), воевода калишский и познанский
- Барбара Шамотульская